# Roger Averill
Roger Averill, född 14 augusti 1809, död 9 december 1883, var en amerikansk jurist och politiker och viceguvernör i Connecticut.

## Tidigt liv
Roger Averill föddes i Salisbury, Connecticut. En del av hans förfäder tillhörde de första europeiska bosättarna i Connecticut. Hans farfar Samuel Averill och morfar John Whittlesey kom från Washington, Connecticut. Hans föräldrar, Nathaniel P. Averill och Mary Whittlesey, flyttade till Salisbury 1805. Han var ett av sju barn och uppfostrad på en liten gård, så han fick ansvara för mycket av sin utbildning på egen hand. Han gick i en offentlig skola och använde ett allmänt bibliotek. Han förberedde sig för universitetsstudier med hjälp av sin bror Chester, som var professor vid Union College, och han tog examen med goda betyg från detta college 1832. Han lsäte juridik och antogs till advokatsamfundet 1837. Han öppnade sin första byrå i Salisbury, men fick en mer framgångsrik praktik sedan han hade flyttat till Danbury 1849.
Han gifte sig med Maria D. White från Danbury i oktober 1844. Fyra av deras barn överlevde honom och alla hans söner blev jurister.

## Politisk karriär
Roger Averill hade flera offentliga uppdrag, bland annat var han ledamot av Connecticuts parlament. På våren 1861 var han en framstående ledare för dem som var motståndare till valet av Abraham Lincoln till president. Han ändrade sig dock så fort han fick höra nyheterna om angreppet på Fort Sumter. Då höjde han sin fana och ville inte acceptera några kompromisser. Från den tidpunkten ägnade han sig åt att hjälpa unionsarmén att segra. Han valdes till viceguvernör på våren 1862 och tjänstgjorde som sådan under resten av kriget, under de sista fyra åren av de åtta då William A. Buckingham var guvernör i delstaten, till 1866.

## Senare år
Averills fru Maria avled i februari 1860. I september 1861 gifte han sig med Mary A. Perry från Southport, som kom att överleva honom.
Efter tiden som viceguvernör, var Averill en av dem som organiserade amerikanska advokatsamfundet. I många år var han ordförande för advokatsamfundets avdelning i sitt hemcounty.
Han avled i Danbury den 9 december 1883, 74 år gammal.